# Stavkî, Veselînove
Stavkî (în ucraineană Ставки, în germană Waterloo) este localitatea de reședință a comunei Stavkî din raionul Veselînove, regiunea Mîkolaiiv, Ucraina. Satul a fost locuit de germanii pontici.  

## Demografie
Componența lingvistică a localității Stavkî
     Ucraineană (93,45%)
     Rusă (3,11%)
     Romani (1,31%)
     Alte limbi (2,13%)
Conform recensământului din 2001, majoritatea populației localității Stavkî era vorbitoare de ucraineană (93,45%), existând în minoritate și vorbitori de rusă (3,11%) și romani (1,31%).